# Carseoli
Carseoli fue una ciudad de los ecuos en la Vía Valeria entre Varia y Alba Fucensis, a unos 70 kilómetros de Roma.
En el año 301 a. C. los romanos quisieron establecer una colonia, lo que provocó su invasión por los marsos que no pudieron establecerse hasta que derrotaron completamente a sus habitantes. Finalmente, cerca de cuatro mil colonos se establecieron en Carseoli.
En el 209 a. C. su nombre estaba entre las treinta colonias de derecho latín nombradas por Tito Livio y fue una de las 12 que no pudo aportar contingente alguno al ejército romano, razón por la cual fue castigada.
Fue una fortaleza utilizada en ciertas ocasiones como prisión para presos del estado. En la guerra social se despobló tras ser incendiada y asolada por los aliados italianos, pero se recuperó recibiendo una colonia bajo el mandato de Augusto. Durante el imperio mantuvo el rango de colonia, y en el siglo VII todavía era una de las ciudades más importantes de la provincia de Valeria. Posteriormente quedó despoblada, desconociéndose la época en la que este hecho ocurrió.
Hoy en día se conoce como la ciudad de Caroli, encontrándose a unos 5 km del antiguo asentamiento, donde todavía puede verse las ruinas. Se conserva la muralla junto a algunas torres y un acueducto.
- Datos: Q5805661